# Lord Dunsany
Edward John Moreton Drax Plunkett, XVIII barone Dunsany (Londra, 24 luglio 1878 – Dublino, 25 ottobre 1957), è stato uno scrittore e drammaturgo irlandese, famoso per le sue opere fantastiche pubblicate col nome di Lord Dunsany.

## Biografia
Edward Dunsany era il figlio di John William Plunkett ed Ernle Elizabeth Ernle-Erle Drax e suo zio era il celebre ammiraglio Reginald Aylmer Ranfurly Plunkett-Ernle-Erle-Drax. Dopo aver studiato a Eton e Sandhurst, prestò servizio come ufficiale durante la seconda guerra boera e durante la prima guerra mondiale tra i fucilieri. Era un eccellente cacciatore e sportivo e fu campione irlandese di pistola e di scacchi.

## Carriera letteraria
Dopo aver composto in gioventù alcune liriche, lord Dunsany esordì come autore di narrativa nel 1905 con la pubblicazione di The Gods of Pegāna, una raccolta di racconti proseguita l'anno successivo con il volume Time and the Gods; questo dittico rappresenta un'opera seminale della letteratura fantasy anglofona, in quanto i racconti di Dunsany si svolgono nel mondo immaginario di Pegāna e ne descrivono la cosmogonia, il pantheon, la storia e la geografia, rappresentando così una sofisticata mitopoiesi senza precedenti nella narrativa fantastica.
Negli anni immediatamente successivi l'autore pubblicò i due volumi The Sword of Welleran and Other Stories (1908) e A Dreamer's Tales (1910), le cui storie sono autoconclusive e scollegate dal mondo di Pegāna ma ne mantengono e approfondiscono il tono generale fiabesco e onirico, però negli anni Dieci, in corrispondenza della Grande Guerra, scelse di variare la sua produzione adottando due diverse tecniche: da un lato le due raccolte gemelle Il libro delle meraviglie (The Book of Wonder, 1912) e The Last Book of Wonder (1916) rielaborano il repertorio magico e il tono solenne delle opere precedenti in forme più umoristiche e talvolta assurdiste, dall'altro lato nei Fifty-One Tales (1915) e nei Tales of Three Hemispheres (1919) si ha una prevalenza di brevi apologhi (se non di vera e propria flash fiction) rispetto alle novelle lunghe privilegiate in passato. Sempre in questo periodo furono pubblicati nei due volumi Tales of War (1918) e Unhappy Far-Off Things, (1919) gli scritti narrativi e giornalistici prodotti da Dunsany per gli uffici di propaganda delle forze armate britanniche.
Nel periodo interbellico, specialmente dopo le conferenze da lui tenute negli Stati Uniti d'America fra 1919 e 1920, la fama di Dunsany si legò in primis alle sue poesie, raccolte in volume a partire dagli anni Trenta, e alle sue drammaturgie, fra le quali si registrano sia drammi teatrali (come i celebri If e A Night at the Inn) sia radiodrammi composti per la BBC sia closet drama pensati per la lettura ad alta voce. L'autore, inoltre, volle misurarsi con la forma del romanzo e diede alle stampe la dilogia della Shadow Valley costituita da The Chronicles of Rodriguez (1922) e The Charwoman's Shadow (1926), in cui ibridò la tradizione spagnola del romanzo picaresco con suggestioni folkloriche di sapore romantico, e il volume singolo La figlia del Re degli Elfi (The King of Elfland's Daughter, 1924), un ritorno ai toni mitologici della sua prosa giovanile; a queste prime opere fecero seguito vari romanzi ora schiettamente fantastici (The Blessing of Pan, 1927) ora sostanzialmente realistici e focalizzati sulla resa minuta della vita quotidiana irlandese (Up in the Hills, 1935), con significative incursioni nel genere umoristico (My Talks with Dean Spanley, 1936) e l'importante unicum de La maledizione della veggente (The Curse of the Wise Woman, 1933), un'opera di realismo magico dagli elementi autobiografici.
In questi stessi anni Dunsany creò anche il personaggio che lo avrebbe accompagnato per il resto della sua carriera, ovverosia Joseph Jorkens: panciuto gentiluomo di mezza età e assiduo frequentatore del Billiards Club di Londra, i cui avventori gli offrono regolarmente da bere per poter ascoltare le sue avventure, tanto mirabolanti quanto inverosimili, vissute in ogni angolo del globo, in una reinterpretazione fantastica del filone comico avviato nel Settecento da Le avventure del barone di Münchhausen. In particolare Dunsany creò il signor Jorkens in un racconto apparso su rivista nel 1926 e compose in totale sei volumi di sue peripezie (l'ultimo dei quali terminato nel 1957, poco prima di morire), per un totale di circa centocinquanta episodi.
Subito prima e durante la Seconda Guerra Mondiale Dunsany si dedicò alla stesura di un volume sulla storia e cultura irlandese (My Ireland, 1937), di una propria autobiografia in tre volumi e di un ciclo di conferenze da svolgersi al Trinity College di Dublino per l'anno accademico 1943, mentre nel Dopoguerra approfondì la sua sintesi fra umorismo e realismo magico, già propria del ciclo di Jonkers, attraverso la saga di racconti concatenati The Man Who Ate the Phoenix (1949) e il romanzo unitario The Strange Journeys of Colonel Polders (1950); in aggiunta, egli produsse pure un corpus di racconti gialli che sistematizzò nel volume The Little Tales of Smethers and Other Stories (1952), fra i quali va segnalato il celebre "Le due bottiglie di salsa" ("The Two Bottles of Relish"). Fra le sue ultimissime opere si registrano, infine, i due romanzi di fantascienza distopica The Last Revolution (1951) e The Pleasures of a Futuroscope (1955 ma postumo nel 2003).
Dopo la scomparsa dell'autore, la sua produzione è rimasta in ombra per circa un quindicennio, salvo poi essere riscoperta negli anni Settanta da numerosi critici letterari, in particolare con l'allestimento di selezioni panoramiche i cui contenuti provengono da tutto il vasto corpus di Dunsany: seminali in questo senso furono i tre volumi predisposti da Lin Carter per la prestigiosa collana statunitense Ballantine Adult Fantasy Series (1970-1974), il tomo unico Demoni, uomini e dei (Gods, Men and Ghosts, 1972) a cura di E. F. Bleiler, e, per quanto riguarda la ricezione di Dunsany in Italia, il volume Il paese dello Yann curato da Jorge Luis Borges (1981).

## Opere

### Ciclo di Pegāna
1. The Gods of Pegāna, Elkin Mathews, 1905. Comprende una prefazione e trentun racconti.
2. Time and the Gods, William Heinemann, 1906. Comprende una prefazione e venti racconti.

La dilogia è stata riunita per la prima volta nel volume omnibus The Complete Pegana: All the Tales Pertaining to the Fabulous Realm of Pegāna, Call of Cthulhu Fiction 6016, Chaosium, 1998. Tale edizione comprende in appendice anche un trittico di racconti intitolato da Dunsany Beyond the Fields We Know, che apparve per la prima volta nella raccolta Tales of Three Hemispheres e presenta riferimenti espliciti alla saga di Pegāna.

### Memorie sulla Grande Guerra
- Tales of War, Little, Brown, 1918. Comprende trentadue fra racconti e articoli.
- Unhappy Far-Off Things, Little, Brown, 1919. Comprende una poesia, una prefazione e dodici racconti.

### Dilogia dellaShadow Valley
1. The Chronicles of Rodriguez o Don Rodriguez: Chronicles of Shadow Valley, G. P. Putnam's Sons, 1922.
2. The Charwoman's Shadow, G. P. Putnam's Sons, 1926.

### Ciclo di Joseph Jorkens
1. The Travel Tales of Mr. Joseph Jorkens, G. P. Putnam's Sons, 1931. Comprende una prefazione e tredici racconti.
2. Jorkens Remembers Africa, Longmans, Green & Co., 1934. Comprende una prefazione e ventun racconti.
3. Jorkens Has a Large Whiskey, Putnam, 1940. Comprende una prefazione e ventisei racconti.
4. The Fourth Book of Jorkens, Jarrolds, 1948. Comprende una prefazione e trentatré racconti.
5. Jorkens Borrows Another Whiskey, Michael Joseph, 1954. Comprende una prefazione e trentaquattro racconti.
6. The Last Book of Jorkens, composto nel 1957, edito postumo da Night Shade Books, 2002. Comprende una prefazione di J.W. Doyle e ventidue racconti.

L'esalogia è stata anche stata pubblicata riunita di due in due nei volumi omnibus The Collected Jorkens (3 voll., Night Shade Books, 2004-2005); tale edizione include in appendice anche cinque racconti di Jorkens che Dunsany non incluse in nessuna delle raccolte ufficiali.

### Raccolte di racconti autoconclusivi
- The Sword of Welleran and Other Stories, George Allen & Sons, 1908. Comprende una dedica e dodici racconti.
- A Dreamer's Tales, George Allen & Sons, 1910. Comprende una prefazione e sedici racconti.
- Il libro delle meraviglie (The Book of Wonder), William Heinemann, 1912. Trad. Claudio De Nardi, Biblioteca 20, Reverdito Editore, 1989. Comprende una prefazione, quattordici racconti e un epilogo.
- Fifty-One Tales o The Food of Death: Fifty-One Tales, Elkin Mathews, 1915. Comprende cinquantun racconti; le edizioni britannica e statunitense contengono ciascuna un racconto assente nell'altra.
- Tales of Wonder o The Last Book of Wonder, Elkin Mathews, 1916. Comprende una prefazione e diciannove racconti; le edizioni britannica e statunitense differiscono per titolo e ordine dei materiali.
- Tales of Three Hemispheres, John W. Luce & Co., 1919. Comprende quattordici racconti: undici autoconclusivi e il trittico Beyond the Fields We Know.
- The Man Who Ate the Phoenix, Jarrolds, 1949. Comprende quarantun racconti collegati da una trama unificante.
- The Little Tales of Smethers and Other Stories, Jarrolds, 1952. Comprende ventisei racconti gialli, di cui diciassette sono autoconclusivi e nove formano il ciclo degli investigatori Mr. Smethers & Mr. Linley.
- The Men of Baldfolk and Other Fanciful Tales, postumo per Pegana Press, 2016. Comprende nove racconti che Dunsany aveva pubblicato solo su rivista, ma mai in volume, o lasciato inediti.
- The Ghost in the Corner and Other Stories, a cura di S. T. Joshi e Martin Anderson, postumo per Hippocampus Press, 2017. Comprende diciotto racconti che Dunsany aveva pubblicato solo su rivista ma mai in volume, o lasciato inediti, e trentadue racconti che l'autore aveva selezionato nel 1956 per una raccolta mai data alle stampe.

### Romanzi autoconclusivi
- La figlia del Re degli Elfi (The King of Elfland's Daughter), G. P. Putnam's Sons, 1924. Trad. Teobaldo Del Tanaro, SAGA 14, MEB, 1977.
- The Blessing of Pan, G. P. Putnam's Sons, 1927.
- La maledizione della veggente (The Curse of the Wise Woman), William Heinemann, 1933. Trad. Francesco Saba Sardi, Narrativa Sonzogno, Sonzogno, 1974.
- Up in the Hills, William Heinemann, 1935.
- Rory and Bran, William Heinemann, 1936.
- The Story of Mona Sheehy, William Heinemann, 1936.
- My Talks with Dean Spanley, William Heinemann, 1936.
- Guerilla, William Heinemann, 1944.
- The Strange Journeys of Colonel Polders, Jarrolds, 1950.
- The Last Revolution, Jarrolds, 1951.
- His Fellow Men, Jarrolds, 1952.
- The Pleasures of a Futuroscope, composto nel 1955, edito postumo da Hippocampus Press, 2003.

### Drammaturgie
Si indicano le prime edizioni individuali dei drammi lunghi e le prime edizioni antologiche delle pièce brevi.
- Five Plays, Grant Richards, 1914. Raccolta di cinque drammi.
- A Night at an Inn, The Sunwise Turn, 1916.
- Plays of Gods and Men, Talbot Press, 1917. Raccolta di quattro drammi.
- If: A Play in Four Acts, G. P. Putnam's Sons, 1921.
- Plays of Near & Far, G. P. Putnam's Sons, 1922. Raccolta di sei drammi.
- Alexander & Three Small Plays, G. P. Putnam's Sons, 1925. Raccolta di quattro drammi.
- Seven Modern Comedies, G. P. Putnam's Sons, 1928. Raccolta di sette drammi.
- The Old Folk of the Centuries, Elkin Mathews & Marrot, 1930.
- Lord Adrian: A Play in Three Acts, Waltham Saint Lawrence, 1933.
- Mr. Faithfull: A Comedy in Three Acts, Samuel French, Ltd. Publishers, 1935.
- Plays for Earth and Air, William Heinemann, 1937. Raccolta di dieci radiodrammi.
- The Ghosts of the Heaviside Layer, and Other Fantasms, a cura di Darrell Schweitzer, Owlswick Press, 1980. Comprende quattordici racconti (di cui due di Joseph Jorkens), diciannove saggi e due drammi.
- The Ginger Cat and Other Lost Plays, a cura di Darrell Schweitzer, Wildside Press, 2005. Raccolta di tre drammi mai dati alle stampe in precedenza.

### Poesia

#### Composizioni proprie
- Fifty Poems, G. P. Putnam's Sons, 1929.
- Mirage Water, G. P. Putnam's Sons, 1938
- War Poems, Hutchinson & Co., 1941.
- Wandering Songs, Hutchinson & Co., 1943.
- A Journey, Macdonald & Co, Ltd., 1944.
- The Year, Jarrolds, 1946.
- To Awaken Pegasus and Other Poems, George Ronald, 1949.
- Verses Dedicatory: 18 Previously Unpublished Poems, a cura di Lin Carter, The Charnel House Chapbooks Series 2, Charnel House, 1985.

#### Traduzioni
- Quinto Orazio Flacco, The Odes of Horace, William Heinemann, 1947.

### Saggi
- Nowadays, English Review vol. 12 n. 3, ottobre 1912.
- If I Were Dictator: The Pronouncements of the Grand Macaroni, Methuen Publishing, 1934.
- My Ireland, Jarrolds, 1937.
- The Donnellan Lectures 1943, William Heinemann, 1945.
- A Glimpse from a Watchtower, Jarrolds, 1946.
- The Ghosts of the Heaviside Layer, and Other Fantasms, a cura di Darrell Schweitzer, Owlswick Press, 1980. Comprende quattordici racconti (di cui due di Joseph Jorkens), diciannove saggi e due drammi.

### Autobiografie
- Patches of Sunlight, William Heinemann, 1938.
- While the Sirens Slept, Jarrolds, 1944.
- The Sirens Wake, Jarrolds, 1945.

### Opere selezionate
Le seguenti antologie ristampano racconti, poesie e drammaturgie estrapolate dalle varie raccolte curate da Dunsany, oppure combinano più raccolte in un volume unico.

#### Selezioni coeve
- Selections from the Writings of Lord Dunsany, a cura di Lord Dunsany e William Butler Yeats, Cuala Press, 1912. Silloge di sette racconti a tiratura limitata.
- A Dreamer's Tales and Other Stories, Boni & Liveright, 1917. Omnibus delle raccolte A Dreamer's Tales e The Sword of Welleran and Other Stories.
- Book of Wonder, Boni & Liveright, 1918. Omnibus delle raccolte The Book of Wonder e Time and the Gods.
- The Sword of Welleran and Other Tales of Enchantment, a cura di Lord e Lady Dunsany, The Devin-Adair Company, 1954. Silloge di sedici racconti autoconclusivi.

#### Selezioni postume
- At the Edge of the World, a cura di Lin Carter, Ballantine Adult Fantasy Series 13, Ballantine Books, 1970. Comprende otto racconti di Pegāna estrapolati da Time and the Gods, il trittico Beyond the Fields We Know, e ventuno testi autoconclusivi.
- Demoni, uomini e dei (Gods, Men and Ghosts), a cura di E. F. Bleiler, Dover Publications, 1972. Trad. Eladia Rossetto, Oscar Fantasy 3, Arnoldo Mondadori Editore, 1989. Comprende ventitré racconti autoconclusivi (divisi tematicamente fra storie di "Uomini" e di "Eroi e meraviglie"), cinque di Joseph Jonkers e diciannove di Pegāna (quattordici dei quali sono presentati come capitoli di un unico racconto lungo).
- Beyond the Fields We Know, a cura di Lin Carter, Ballantine Adult Fantasy Series 47, Ballantine Books, 1972. Comprende buona parte del ciclo di Pegāna (il testo integrale di The Gods of Pegāna e otto episodi di Time and the Gods), otto racconti autoconclusivi organizzati in base alla raccolta di provenienza, otto poesie selezionate dal canzoniere Fifty Poems, e il dramma King Argimēnēs and the Unknown Warrior.
- Over the Hills and Far Away, a cura di Lin Carter, Ballantine Adult Fantasy Series 65, Ballantine Books, 1974. Comprende trenta racconti autoconclusivi e due drammi (The Compromise of the King of the Golden Isles e The Queen's Enemies) organizzati per affinità tematiche, quattro racconti di Joseph Jonkers, e una poesia.
- The Ghosts of the Heaviside Layer, and Other Fantasms, a cura di Darrell Schweitzer, Owlswick Press, 1980. Comprende quattordici racconti (di cui due di Joseph Jorkens), diciannove saggi e due drammi.
- The Hashish Man and Other Stories, Manic D Press, 1996. Comprende ventiquattro racconti autoconclusivi.
- The Complete Pegana: All the Tales Pertaining to the Fabulous Realm of Pegāna, Call of Cthulhu Fiction 6016, Chaosium, 1998. Omnibus della dilogia di Pegāna, con in appendice il trittico Beyond the Fields We Know.
- Time and the Gods, Fantasy Masterworks 2, Gollancz, 2000. Omnibus delle sei raccolte Time and the Gods, The Sword of Welleran and Other Stories, A Dreamer's Tales, The Book of Wonder, The Last Book of Wonder e The Gods of Pegāna.
- Wonder Tales, Dover Publications, 2003; ristampato come The Book of Wonder and The Last Book of Wonder, Tolkien's Bookshelf 8, Leaves of Gold Press, 2013. Omnibus delle due raccolte The Book of Wonder e The Last Book of Wonder.
- In the Land of Time, and Other Fantasy Tales, a cura di S.T. Joshi, Penguin Classics, Penguin Books, 2004. Comprende buona parte del ciclo di Pegāna (il testo integrale di The Gods of Pegāna e cinque racconti di Time and the Gods), cinque racconti di Joseph Jorkens, e trentuno racconti autoconclusivi (fra cui il trittico Beyond the Fields We Know) divisi tematicamente fra testi fantasy, testi di realismo magico, poemi in prosa e opere della vecchiaia.

#### Selezioni per il mercato italiano
- Il paese dello Yann, trad. Gianni Guadalupi, a cura di Jorge Luis Borges, Biblioteca di Babele 29, Franco Maria Ricci, 1981. Comprende sei racconti fantastici estrapolati da A Dreamer's Tales, uno da The Last Book of Wonders, e un dramma teatrale.
- Il Libro delle Meraviglie e altre fantasmagorie, a cura di Massimo Scorsone, Oscar Draghi, Arnoldo Mondadori Editore, 2020. Omnibus comprendente i due romanzi La figlia del Re degli Elfi e La maledizione della veggente, la raccolta Il libro delle meraviglie e una versione ridotta della silloge Demoni, uomini e dei (priva, per evitare ridondanze, degli otto racconti estrapolati da Il libro delle meraviglie).

## Influenza culturale
Francis Ledwidge scrisse a Dunsany nel 1912 chiedendo aiuto per pubblicare le proprie poesie e l'autore ne fu così impressionato che si occupò personalmente della pubblicazione con il titolo Songs of the Fields, un grande successo di critica.
Numerosi furono gli autori influenzati da Dunsany. Tra questi, il già citato H. P. Lovecraft, Fletcher Pratt con Il pozzo dell'unicorno del 1948 (un seguito all'opera teatrale King Argimenes and the Unknown Warrior di Dunsany) e Jorge Luis Borges, infine, che incluse il racconto di Dunsany The Country of Yann nel suo La biblioteca di Babele; David Eddings dichiarò Lord Dunsany il suo autore preferito e Ursula K. Le Guin nel suo saggio From Elfland to Poughkeepsie ne ha sottolineato la straordinaria influenza sui giovani autori che gli succedettero.
Dal romanzo My Talks with Dean Spanley del 1936 è stato tratto nel 2008 il film Dean Spanley diretto da Toa Fraser.
Dal racconto How Nuth Would have Practiced His Art Upon the Gnoles (1912), e dal suo seguito The Man Who Sold Rope to the Gnoles di Margaret St. Clair (1951), provengono gli gnoll, una razza di creature presente in Dungeons & Dragons e in altre ambientazioni fantasy.